# U.S. Men's Clay Court Championships 2014
U.S. Men's Clay Court Championships 2014, oficiálním názvem se jménem sponzora Fayez Sarofim & Co. U.S. Men's Clay Court Championships, byl tenisový turnaj pořádaný jako součást mužského okruhu ATP World Tour, který se hrál v areálu River Oaks Country Club na otevřených antukových dvorcích. Konal se mezi 7. až 13. dubnem 2014 v texaském Houstonu jako 46. ročník turnaje.
Turnaj s rozpočtem 539 730 dolarů patřil do kategorie ATP World Tour 250. Nejvýše nasazeným hráčem ve dvouhře se stal devátý hráč světa a obhájce titulu John Isner ze Spojených států, který po volném losu podlehl ve druhém kole Němci Dustinu Brownovi.

## Mužská dvouhra

### Nasazení
| Stát          | Hráč              | ATP1) | Nasazení |
| ------------- | ----------------- | ----- | -------- |
| Spojené státy | John Isner        | 9.    | 1.       |
| Španělsko     | Tommy Robredo     | 14.   | 2.       |
| Španělsko     | Nicolás Almagro   | 20-   | 3.       |
| Španělsko     | Fernando Verdasco | 29.   | 4.       |
| Španělsko     | Feliciano López   | 31.   | 5.       |
| Argentina     | Juan Mónaco       | 42.   | 6.       |
| Austrálie     | Lleyton Hewitt    | 46.   | 7.       |
| Chorvatsko    | Ivo Karlović      | 52.   | 8.       |

- 1) Žebříček ATP k 31. březnu 2014.

### Jiné formy účasti
Následující hráči obdrželi divokou kartu do hlavní soutěže:
- Marcos Baghdatis
- Steve Johnson
- Rhyne Williams

Následující hráči postoupili z kvalifikace:
- Robby Ginepri
- Ryan Harrison
- Peter Polansky
- Rubén Ramírez Hidalgo

### Odhlášení
před zahájením turnaje
- Pablo Cuevas
- Alejandro Falla
- Bradley Klahn
- Janko Tipsarević (poranění nohy)

v průběhu turnaje
- Sam Querrey

### Skrečování
- Feliciano López (onemocnění)

## Mužská čtyřhra

### Nasazení
| Stát          | Hráč              | Stát          | Hráč               | ATP1) | Nasazení |
| ------------- | ----------------- | ------------- | ------------------ | ----- | -------- |
| Spojené státy | Bob Bryan         | Spojené státy | Mike Bryan         | 2.    | 1.       |
| Španělsko     | David Marrero     | Španělsko     | Fernando Verdasco  | 16.   | 2.       |
| Mexiko        | Santiago González | Spojené státy | Scott Lipsky       | 76.   | 3.       |
| Chorvatsko    | Mate Pavić        | Austrálie     | John-Patrick Smith | 125.  | 4.       |

- 1) Žebříček ATP k 31. březnu 2014; číslo je součtem umístění obou členů páru.

### Jiné formy účasti
Následující páry obdržely divokou kartu do hlavní soutěže:
- Steve Johnson /  Sam Querrey

Následující pár nastoupil do čtyřhry z pozice náhradníka:
- Thiemo de Bakker /  Melle van Gemerden

### Odhlášení
před zahájením turnaje
- Ryan Harrison (poranění zad)

## Přehled finále

### Mužská dvouhra
- Fernando Verdasco vs.  Nicolás Almagro, 6–3, 7–6(7–4)

### Mužská čtyřhra
- Bob Bryan /  Mike Bryan vs.  David Marrero /  Fernando Verdasco, 4–6, 6–4, [11–9]